# Christian Eisbusch
Christian Eisbusch (ur. 8 grudnia 1917, zm. 3 października 1947 w Landsberg am Lech) – kapo w obozie koncentracyjnym Flossenbürg i zbrodniarz wojenny.
Więzień obozu Flossenbürg od stycznia 1943 do kwietnia 1945 roku. Pełnił funkcję naczelnego kapo w szpitalu podobozu Ganacker. Eisbusch maltretował i zabijał więźniów. Po zakończeniu wojny twierdził, że jest obłąkany.
W pierwszym procesie załogi Flossenbürga amerykański Trybunał Wojskowy w Dachau stwierdził jednak, iż Eisbusch był poczytalny i odpowiadał za swoje czyny. Skazano go na karę śmierci i powieszono w więzieniu Landsberg 3 października 1947 roku.